# 张义瑚
张义瑚（1962年—），江苏连云港人，中国人民解放军空军中将。

## 生平
1980年代应征入伍，先后任空军中队长、大队长、南京军区空军航空兵3师某团首任团长。1999年10月，作为航空阅兵总指挥出席国庆大典，2002年，任航空兵第33师师长，2008年任成都军区空军副参谋长，2009年任中国人民解放军空军参谋长助理，2010年任兰州军区空军参谋长，2011年任北京军区空军参谋长，2013年7月任兰州军区空军司令员。2016年1月任中国人民解放军中部战区副司令员。2018年2月24日，当选为第十三届全国人大代表。2021年6月因副战区职连续任职满8年退出现役。